# Авантюра Энвер-паши
Авантюра Энвер-паши — принятое в советской и современной российской историографии название одного из этапов басмаческого движения на территории Восточной Бухары (современный западный Таджикистан), когда во главе его стоял бывший военный министр Османской империи и один из лидеров младотурков Энвер-паша.

## Предыстория
После поражения Османской империи в первой мировой войне и подписания Мудросского перемирия 30 октября 1918 года бывший военный министр Энвер-паша вместе с Джемаль-пашой и Талаат-пашой бежал в Германию, где скрывался под псевдонимом Али-бей. В их отсутствие военный трибунал в Стамбуле заочно приговорил весь «младотурецкий триумвират» к смертной казни. В 1919 году в Берлине Энвер-паша встретился с представителем Коминтерна Карлом Радеком, предложившим ему послужить большевикам. Лишённый средств к существованию и опасавшийся выдачи союзникам, Энвер-паша согласился и в начале 1920 года был переправлен в Москву, где работал в Обществе Единства Революции с Исламом. Большевикам Энвер-паша в «лучших» традициях политического авантюризма обещал создание коммунистического «Мусульманского союза», привлечение басмачей на сторону Советской власти, полный контроль над Азией. На деле он вынашивал планы создания Пантюркисткого государства на мусульманских территориях бывшей Российской империи, Афганистана, Китайского Туркестана. Советское правительство решило отправить лидера «младотурок» в Среднюю Азию, где его авторитет надеялись использовать как против местных басмачей, так в деле создания армии БНСР. 4 октября 1921 года Энвер-паша прибыл в Бухару вместе с полковником Ходжа Сами-беем и капитаном артиллерии Абдул Кадыр Мухиддин-беем.
Разобравшись в непростой политической обстановке в народной Бухаре, Энвер-паша решил отправиться в Восточную Бухару (современный Таджикистан), где действовали басмаческие отряды сторонников свергнутого эмира. 27 октября (по другим данным — 8 ноября) он объявил, что отправляется на охоту, а на самом деле двинулся в Восточную Бухару. Энвер-пашу сопровождали турецкие военные. В конце ноября 1921 года его маленький отряд из 90 человек добрался до Джаланашкуля, а затем до Кокташа, резиденции регионального руководителя басмачей Ибрагим-бека. Ибрагим-бек разоружил турецкий отряд и арестовал Энвер-пашу, так как считал последнего представителем еретического джадидизма, сторонником европеизации, к тому же поддерживавшим большевиков, а сам сообщил о госте изгнанному бухарскому эмиру Сеид Алим-хану в Кабул. Эмир, чье мнение было авторитетным для Ибрагим-бека, решил, что может использовать военный опыт младотурецкого лидера для организации сопротивления советской власти и назначил его своим наместником (наибом) Восточной Бухары. Ибрагим-бек был назначен первым помощником Энвера. К этому времени отряд Ибрагим-бека захватил Душанбе. Перед реальной угрозой потери Средней Азии большевики пошли на переговоры с Энвер-пашой, но 16 января 1922 года тот потребовал полного ухода войск РККА из Средней Азии: «Если только Вы хотите, чтобы Россия избежала большое несчастье, которое приближается, то я Вам советую очистить занятую территорию и предоставить Туркестанцам и Бухарцам регулировать свои дела».

## Во главе басмачей
Энвер-паша провозгласил себя «главнокомандующим вооружёнными силами ислама и наместником эмира Бухарского». На личной печати Энвер-паши была выгравирована надпись: «Верховный главнокомандующий войсками ислама, зять халифа и наместник Магомета». Энвер-паша пытался придать движению общетюркский характер, борьбу за «национальное единство» и объединение всех среднеазиатских народов в одно политическое целое — «исламское государство» под эгидой Турции. Он достиг больших успехов в координации действий басмаческого движения и установил связи с Курширматом и Джунаид-ханом.
В марте 1922 года басмачи предприняли наступление на запад, на Бухару, по двум направлениям. Они захватили районы, прилегающие к Сурхандарье и Каршинский вилайят. Для помощи БНСР усиливалась советская группировка войск в Бухаре, куда 27 февраля прибыл главнокомандующий РККА С. С. Каменев. Чрезвычайные меры позволили переломить ситуацию. 9 марта 1922 года под Вабкентом и Гиждуваном были разбиты отряды муллы Абдуджаббара.
Сам Энвер-паша в событиях вокруг Бухары непосредственного участия не принимал. Он планировал двинуть отряды на Ташкент и Хиву, однако для этого нужно было вырваться из горных долин на оперативный простор. Тем временем отряды Ибрагим-бека к началу марта 1922 года не смогли продвинуться дальше линии Байсун-Ширабад. К этому району подтягивались отряды Давлатман-бия из Балджуана и Ишана Султана из Дарваза. Ударные силы басмачей сосредоточились в районе Ширабада. Чтобы создать армию, привыкший к централизации бывший военный министр Турции, расположившись в кишлаке Денау, попытался создать военный совет и главный штаб. Назначенные Энвером беки приступили к мобилизации населения в отряды басмачей и проводили регулярное обучение последних прибывшими с ним турецкими офицерами. В конце марта он получил 1000 винтовок, 6 артиллерийских орудий, патроны и снаряды, доставленные из Афганистана на 60 верблюдах. Меры, предпринятые Энвером, позволили ему к началу марта 1922 года собрать до десяти тысяч басмачей.
Пока Энвер-паша вёл переговоры с басмачами и пытался получить оружие и боеприпасы от Афганистана, советское командование надёжно блокировало район Восточной Бухары и перекрыло афгано-бухарскую и китайско-бухарскую границы, лишив Энвер-пашу помощи извне. Для борьбы с отрядами Энвер-паши в распоряжение РВС Туркестанского фронта были переброшены 11-я кавалерийская дивизия из-под Гомеля, 28-я отдельная стрелковая бригада из Московского округа и 151-й образцовый учебный полк Нижегородской стрелковой дивизии. Кроме того, к операции были привлечены 2-й Гиссарский и 3-й Бальджуванский кавалерийские полки и 2-я Туркестанская кавалерийская бригада. В Бухару прибыли из Москвы: 14 марта Я. Х. Петерс (по линии ОГПУ) и 4 мая С. Орджоникидзе (по линии ЦК РКП(б)). Орджоникидзе в своей телеграмме в Москву достаточно объективно оценил происходящие события: «Положение в Бухаре можно характеризовать почти всеобщим восстанием в Восточной Бухаре; оно по здешним данным приобретает организованный характер под руководством Энвера. Назреванию восстания способствовала деятельность нынешнего правительства, полное отсутствие деловитости его и мародерство, лишение снабжения и обмундирования наших частей…».

## Разгром
13 мая 1922 г. Энвер-паша перешел к активным действиям. Он стремился сорвать сосредоточение красноармейских частей, начав атаки, под Кермине на правом фланге и под Байсуном, в надежде прервать связь Красной Армии с Ширабадом, Термезом, а также с тылом. Все атаки войск Энвера были отбиты частями Красной Армии.
В мае 1922 года части Туркестанского фронта (командующий В. И. Шорин) при поддержке Амударьинской военной флотилии и войск ОГПУ начали наступление на войска Энвер-паши. Под ударами РККА отряды Энвер-паши откатывались назад. Под Керки 22 мая были полностью истреблены окружавшие город басмачи; под Байсуном отряд Ибрагим-бека, насчитывавший 1900 бойцов, пытался перерезать коммуникации РККА, но после ряда ударов был отброшен и с 20 мая активности в этом районе не проявлял. Это дало возможность начать наступление против басмачей в тылу — в долине Зеравшана. 28 мая военная база муллы Абдул-Кахара в Нурате была разгромлена и остатки его отряда укрылись в пустыне. После первых поражений значительная часть басмачей откололась от Энвер-паши.
В июне Бухарская группа войск РККА (командир Н. Е. Какурин) и бухарская Красная Армия продолжили наступление. Решительное сражение против отрядов Энвер-паши произошло 15 июня в районе Байсуна-Рабата. 15-й стрелковый полк, разгромив крупные скопления басмачей (было убито 200 человек, взята в плен личная охрана Энвера) и, преследуя противника, занял 18 июня Денау, Юрчи, 22 июня — Кабаджан, 30 июня — Регар, 1 июля — Каратаг, 2 июля — Гиссар. Части РККА начали устанавливать контроль над Вахшской долиной. В довершение всего, в июне 1922 года в Локайской долине Ибрагим-бек напал с двух сторон на войска Энвер-паши, нанеся им значительный урон. 14 июля войсками РККА был занят Душанбе.
Части РККА, преследуя противника, 17 июля заняли Куляб, 20 июля — Бальджуан, окружив со всех сторон остатки отрядов Энвера. В течение трех дней (с 17 по 20 июля) в ожесточенных боях басмачи потеряли более 1000 человек убитыми, однако продолжали сопротивляться, пытаясь вырваться из окружения. 1 августа Энвер-паша, собрав остатки разгромленных басмачей, и, опираясь на некоторые подкрепления, прибывшие из Афганистана, перешел в наступление в районе Бальджуана. В ожесточенных сражениях за Бальджуан, продолжавшихся три дня, отряд Энвера-паши был окончательно разгромлен.
4 августа 1922 года остатки сил Энвер-паши были обнаружены у кишлака Чаган (по другим данным, в кишлаке Аби-Дара), в 25 км от Бальджуана. Туда немедленно выдвинулась 8-я кавалерийская бригада РККА под командованием Я. А. Мелькумова. В завязавшемся бою отряд басмачей был полностью уничтожен, а сам Энвер-паша убит. После этого восстание было быстро подавлено, хотя басмачество в Таджикистане существовало до 1931 года.

## Значение
Авантюра Энвер-паши стала крупнейшим восстанием в истории басмачества. Она представляла реальную угрозу для Советской власти в Средней Азии. Подавление восстания открыло дорогу к полной ликвидации басмачества и фактически завершило Гражданскую войну в Средней Азии. Операция по подавлению басмаческого движения в Восточной Бухаре стала на долгие годы эталоном стратегической наступательной операции. Хотя бои с басмачами продолжились и крупные восстания в Средней Азии случались ещё не раз, но той угрозы, которую представляла авантюра Энвер-паши, они уже не несли из-за укрепления Советской власти в Таджикистане и подавляющего превосходства войск РККА и ОГПУ.